# Ivan Boesky
Ivan Frederick Boesky, né le 6 mars 1937 à Détroit (Michigan) et mort le 20 mai 2024 à San Diego (Californie), est un négociant en bourse américain connu pour son rôle important dans un scandale de délit d'initié qui s'est produit aux États-Unis dans le milieu des années 1980,,. 
Sa participation à un épisode célèbre de l'histoire financière américaine a inspiré un personnage du film Wall Street.

## Biographie

### Jeunesse
En 1962, il se marie avec Seema Silberstein, la fille d'un magnat de l'immobilier possédant, entre autres, le Beverly Hills Hotel. Ils eurent ensemble quatre enfants.

### Vie adulte
Dans les années 1980, il a servi comme professeur auxiliaire à la Columbia University's Graduate School of Business et à la New York University's Graduate School of Business.

### L'arbitragiste
En 1986, devenu négociant en bourse, il a amassé une fortune de plus de 200 millions de dollars américains par arbitrage, en pariant sur les rachats d'entreprises et prend le contrôle de la Beverly Hills Hôtel Corp, en tant que président (après la mort de son beau-père qui l'avait dirigée pendant 25 ans). 
La Securities and Exchange Commission (SEC) enquête sur ses investissements basés sur les conseils reçus par des initiés. Ces acquisitions d'actions ont été parfois fermes, avec des achats massifs survenant quelques jours seulement avant qu'une société ait annoncé une OPA. Boesky fait alors la une du magazine Time le 1er décembre 1986.

### Suites pénales
Bien que les délits d'initiés de ce genre fussent illégaux, les lois qui les interdisaient ont été rarement appliquées jusqu'à la poursuite judiciaire de Boesky. Celui-ci coopère avec la SEC et l'informe des délits d'initiés, y compris du cas du financier Michael Milken. Ayant avoué sa faute, il reçoit une peine de prison de 3,5 ans et une amende de 100 millions de dollars américains, ainsi que le surnom d' « Ivan le Terrible » de la part de la foule,. 
Bien qu'il ait été libéré après deux ans, il a été définitivement interdit de travail dans les valeurs mobilières. Il a purgé sa peine à la Lompoc Federal Prison Camp près de Vandenberg Air Force Base en Californie.

### Après la prison
Boesky ne retrouve jamais son ancienne réputation. Plus tard, il se reconvertit au judaïsme et prend des cours à la Jewish Theological Seminary of America dont il a été un des principaux donateurs.
En 1987, à la suite des retombées de son scandale financier, le New York Times rapporte qu'« après qu'Ivan F. Boesky a été condamné à une amende de 100 millions $ dans le scandale de délits d'initiés, le Jewish Theological Seminary, agissant à sa demande, retire son nom de sa bibliothèque estimée à 20 millions $ ».
En 1991, il divorce de Seema, qui accepte de lui payer 23 millions de dollars ainsi qu'une rente viagère de 180 000 dollars américains,.
Il se remarie avec Ana Serrano et vit à La Jolla, quartier huppé de San Diego, jusqu'à sa mort le 20 mai 2024.

## Postérité
Son implication dans des activités criminelles est racontée dans le livre Den of Thieves de James B. Stewart.
Une autre version de ces événements est relatée par Jonathan Guinness dans son ouvrage Requiem pour une entreprise familiale qui suggère que la SEC lui a accordé l'immunité des poursuites et lui a permis de poursuivre les échanges initiés auparavant pour récupérer des profits significatifs ainsi que pour piéger les fraudeurs.
Le personnage de Gordon Gekko dans le film de 1987 Wall Street est basé au moins en partie sur Boesky, surtout au sujet d'un célèbre discours qu'il a prononcé sur les aspects positifs de la cupidité à l'université de Californie (Berkeley), en 1986, où il a dit « Je pense que la cupidité est saine. Vous pouvez être gourmand et vous sentir bien dans votre peau ».
Il est cité par Vic Mackey dans l'épisode 10 de la saison 7 de la série télévisée The Shield. 